# Bockwaer Eisenbahngesellschaft
Die A.G. Bockwaer Eisenbahngesellschaft war eine Eisenbahngesellschaft in Sachsen. Sie war Eigentümer einer Kohlenbahn bei Bockwa im Zwickauer Steinkohlenrevier. 1909 wurde die Gesellschaft aufgelöst.

## Geschichte

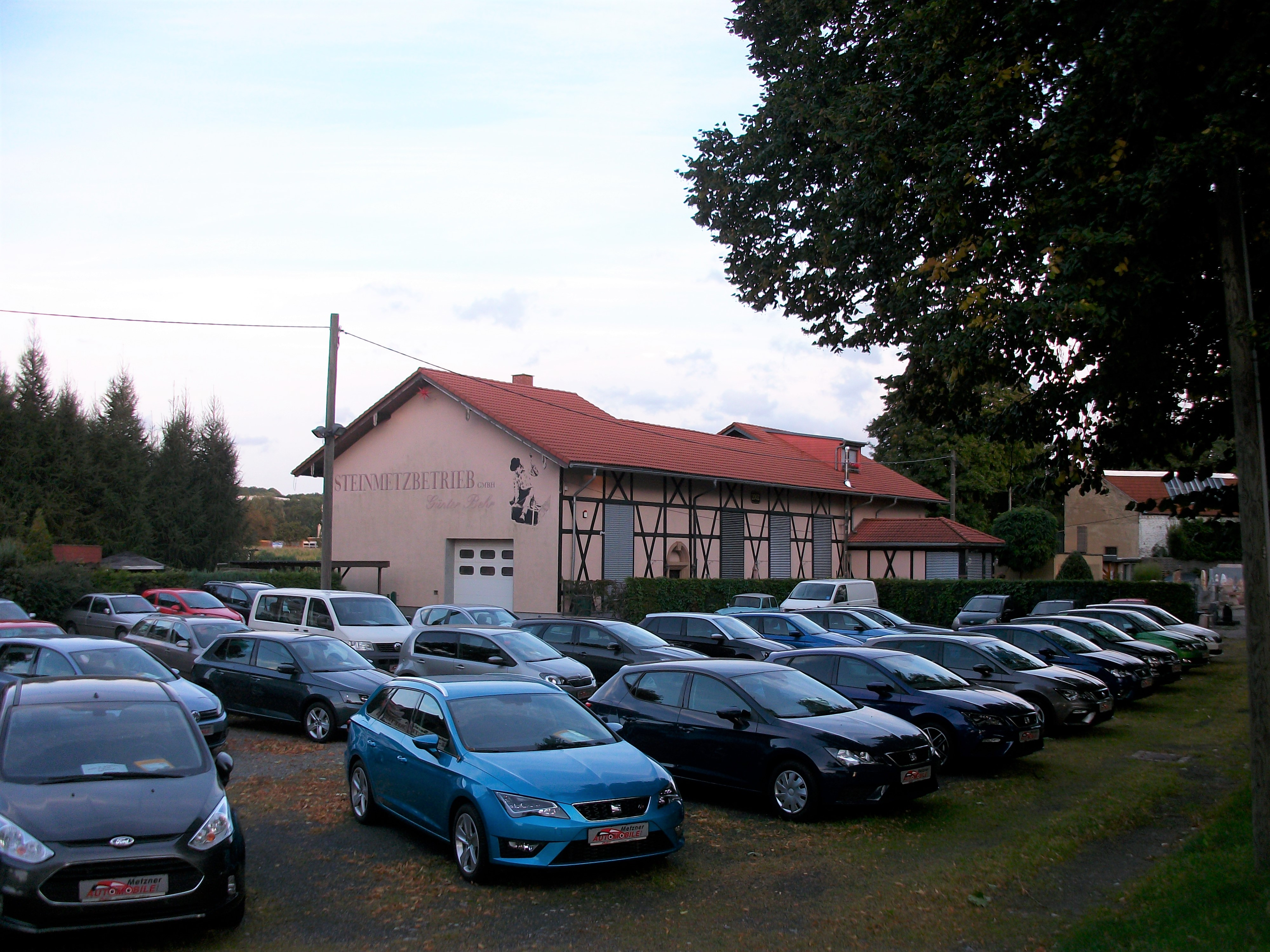
Güterbahnhof Bockwa, ehemaliges Heizhaus (2017)

Bereits seit 1854 bestand auf dem linken Ufer der Zwickauer Mulde die Staatskohlenbahn Zwickau–Bockwa, die 1859 in der Bahnstrecke Zwickau–Schwarzenberg aufging. Für die Schächte am rechten Muldeufer bei Bockwa blieb die Abfuhr der geförderten Kohlen jedoch umständlich, sodass über den Bau einer eigenen Kohlebahn auf privater Basis nachgedacht wurde. Am 22. Dezember 1859 konstituierte sich die Aktiengesellschaft Bockwaer Eisenbahngesellschaft mit dem Ziel, eine Kohlebahn von den Schächten rechts der Mulde nach dem Bahnhof Cainsdorf der Staatsbahn zu bauen.
Am 4. September 1861 wurde die Strecke eröffnet. Den Betrieb führte die Gesellschaft mit Wagen der Staatsbahn selbst aus. Die Bockwaer Eisenbahngesellschaft entwickelte sich in den Folgejahren zur profitabelsten Kohlenbahngesellschaft im Zwickauer Steinkohlenrevier. Im Laufe der Betriebszeit bestanden insgesamt 60 Anschlussgleisanlagen zu den Steinkohleschächten des Bahngebietes.
Um die Jahrhundertwende schlossen nach und nach die meisten Schächte und ein gewinnbringender Betrieb war nicht mehr möglich. Im Jahr 1903 waren nur noch die Steinkohlenwerke Carl G. Falk und Altgemeinde Bockwa in Betrieb. Das Steinkohlenwerk Altgemeinde unterbreitete schließlich  1908 den Aktionären der Kohlebahn das Angebot, deren Aktien für 500 Mark pro Stück zu erwerben. Der Aufsichtsrat stimmte diesem Angebot zu und die Bockwaer Eisenbahngesellschaft löste sich auf. Das Vermögen ging am 1. September 1909 an das Steinkohlenwerk Altgemeinde über.
Die noch vorhandenen Gleisanlagen wurden fortan als Anschlussbahn weiter betrieben. 1991 wurde die Strecke endgültig stillgelegt. Die Gleise wurden 2004 abgebaut.

## Lokomotiven

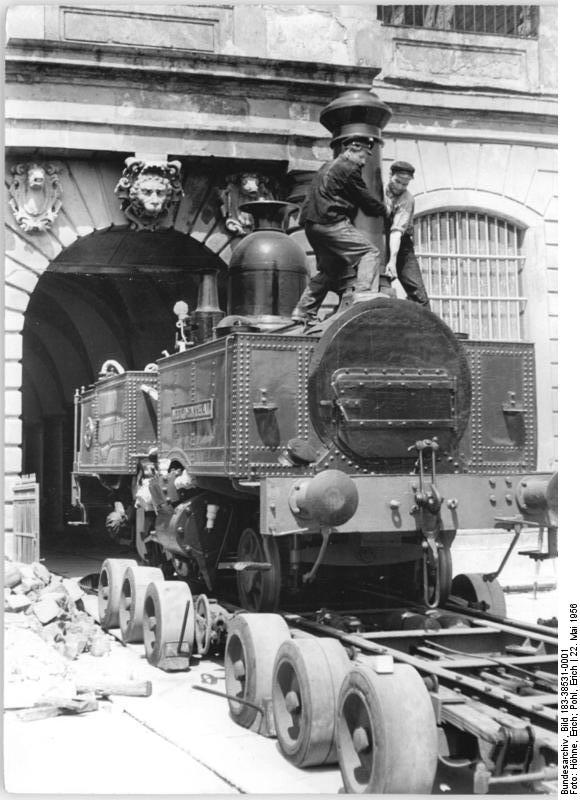
Die MULDENTHAL bei der Einbringung in das Verkehrsmuseum Dresden (1956)

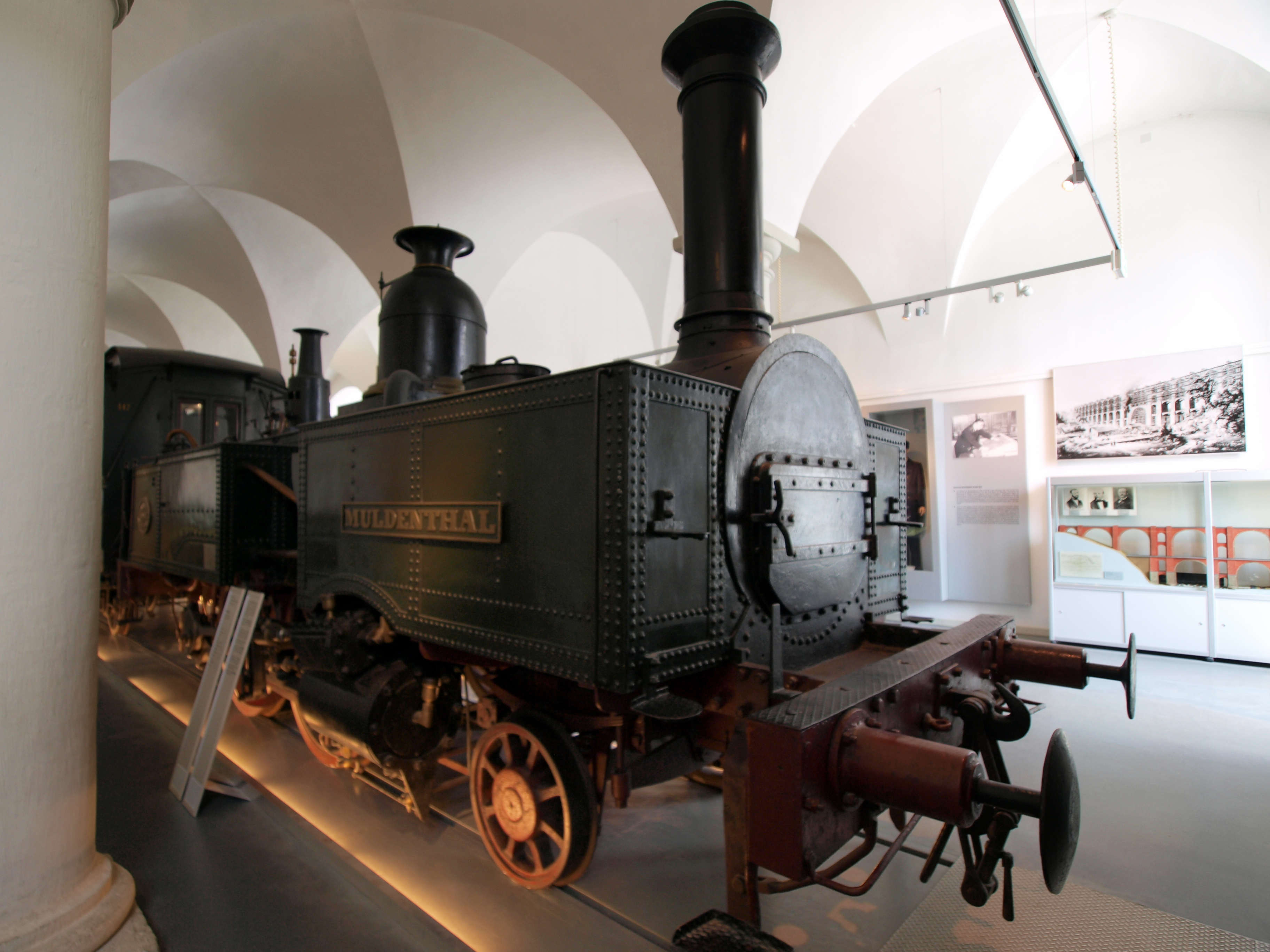
Dampflokomotive Muldenthal an ihrem endgültigen Standort im Verkehrsmuseum Dresden

Die Gesellschaft erwarb zur Betriebseröffnung 1861 von Hartmann in Chemnitz zwei Tenderlokomotiven mit den Namen BOCKWA und MULDENTHAL der Bauart 1B n2t. Beide Lokomotiven blieben bis zur Auflösung der Gesellschaft im Dienst.
Die MULDENTHAL blieb noch bis 1952 bei den Zwickauer Kohlenbahnen als Werklokomotive in Betrieb und wurde danach für eine museale Erhaltung sichergestellt. Sie war seinerzeit mit 91 Einsatzjahren die älteste betriebsfähige Lokomotive in Deutschland. Seit 1956 gehört sie zum Bestand des Verkehrsmuseums Dresden.
Eine weitere, als ROSS bezeichnete Lokomotive war 1848 von Hartmann für die Sächsisch-Bayerische Eisenbahn-Compagnie gebaut worden. Sie wurde im Jahr 1861 zu einer Tenderlokomotive umgebaut und 1864 an die Bockwaer Eisenbahngesellschaft verkauft. 1888 wurde sie infolge eines Unfalls verschrottet.